# NGC 870
NGC 870 في الفهرس العام الجديد، هي مجرة، تقع في كوكبة الحمل (كوكبة). اكتشفت في 22 نوفمبر 1854 بواسطة ويليام بارسونز.

## روابط خارجية
- NGC 870 على موقع ويكي سكاي: DSS2, SDSS, GALEX, IRAS, Hydrogen α, X-Ray, Astrophoto, Sky Map, Articles and images